# Хуанг Тингђен
Хуанг Тингђен (кин: 黄庭堅; 1045—1105) је био кинески калиграф, сликар и песник. Он је један од Четири мајстора династије Сунг. Године 1067. положио је испите и за живота службовао широм Кине.